# George Blake (Geheimagent)

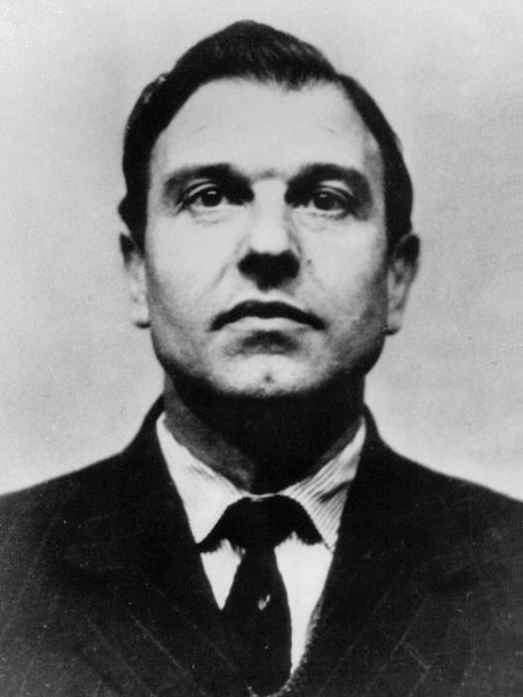
George Blake (1950er-Jahre)

George Blake (* 11. November 1922 in Rotterdam als Georg Behar; † 26. Dezember 2020 in Moskau) war ein Geheimagent des Vereinigten Königreiches, der als Doppelagent auch Spionage für die Sowjetunion betrieb und später als Überläufer nach Moskau ging.

## Leben
Blake wurde als Georg Behar in Rotterdam als Sohn eines niederländisch-ägyptischen Paares jüdischer Herkunft geboren, das im niederländischen Widerstand aktiv war, und arbeitete schließlich auch für die Special Operations Executive (SOE), einen Zweig des britischen Nachrichtendienstes, der sich mit verdeckten Operationen beschäftigte.
Nach dem Zweiten Weltkrieg wurde er durch den Secret Intelligence Service (MI6) rekrutiert und warb Agenten für den britischen Geheimdienst im von der Sowjetunion während des Kalten Kriegs dominierten Osteuropa an. Er studierte Russisch am Downing College der University of Cambridge. Später entsandte der MI6 Blake nach Korea, wo er sich 1950 in der britischen Botschaft in Seoul befand. Nach seinen späteren Aussagen brachten bereits die unmittelbare Nähe des Krieges und die  an der Zivilbevölkerung begangenen Grausamkeiten sein Weltbild ins Wanken und ließen ihn zu der Überzeugung gelangen, dass er sich auf der falschen Seite befand.
Als der Süden während des Koreakrieges vom Militär Nordkoreas überrannt wurde, geriet er in nordkoreanische Gefangenschaft. Drei Jahre verbrachte er in Nordkorea, die ihn zum überzeugten Kommunisten werden ließen. Von einigen wurde das als Gehirnwäsche aufgefasst, obwohl Blake darauf bestand, freiwillig Anhänger des Kommunismus geworden zu sein. Der britische Geheimdienst entsandte ihn als Doppelagent nach Berlin, wo er tatsächlich als Dreifachagent tätig war. Er verriet hunderte Details von MI6-Agenten und die Identität der von ihm selbst in Osteuropa angeworbenen Agenten sowie den geheimen Tunnel der Operation Gold von West-Berlin zu einem unterirdischen Telefonknoten auf ostdeutscher Seite an die Sowjetunion. Jahrzehnte später erinnerte er sich bei einem Besuch in der DDR daran: „Nun muss ich ihnen sagen, dass es unseren sowjetischen Genossen schon bekannt war, dass dieser Tunnel gebaut wurde, lange bevor der erste Spaten in den Grund gesteckt wurde. Trotzdem haben sie sozusagen zugelassen, dass diese Operation durchgeführt wurde.“
1959 wurde Blake durch den polnischen Überläufer Michał Goleniewski entlarvt. 1961 wurde er von einem Gericht unter Ausschluss der Öffentlichkeit zu 42 Jahren Haft verurteilt, was von einigen Zeitungen als ein Jahr Haft für jeden der infolge seiner Informationen getöteten Agenten interpretiert wurde. Die Verurteilung erfolgte unter dem Vorsitz des damaligen Lord Chief Justice of England and Wales, Hubert Parker. Es war nach dem zu 45 Jahren verurteilten Bombenattentäter Nezar Hindawi die zweitlängste jemals von einem britischen Gericht verhängte Freiheitsstrafe.
Ausbruch aus dem Gefängnis und Flucht aus England
Als Blake nach fünf Jahren Haft klar wurde, dass er keine Chance auf einen Agentenaustausch bekommen würde, bemühte er sich um einen Gefängnisausbruch aus Wormwood Scrubs, der ihm dann durch die Hilfe von Pat Pottle, Michael Randle und Sean Bourke schließlich auch gelang. Pottle und Randle waren Aktivisten gegen britische Kernwaffen, die in Wormwood Scrubs Haftstrafen abgesessen hatten. Pottle sah das Urteil von 42 Jahren Haft für Blakes Verrat nach eigenen Aussagen als eine überzogene „Todesstrafe“ an. Bourke war ein IRA-Terrorist, der ebenfalls in Wormwood Scrubs eine Haftstrafe verbüßt hatte.
Es gelang Pottle, zur Vorbereitung von Blakes Ausbruch ein Handsprechfunkgerät in das Gefängnis zu schmuggeln. Über ein so modernes Gerät verfügten damals weder Polizei noch Gefängnisverwaltung. Unbemerkt von seinen Wärtern verständigte sich Blake mit seinen Befreiern auf seiner Pritsche liegend, passte an einem verregneten Sonntag eine Gelegenheit ab, an der seine Mithäftlinge zusammen mit den Wärtern an einer Filmvorführung teilnahmen, kletterte unbemerkt aus einem Fenster und wartete mit dem Handsprechfunkgerät an diesem dunstig-regnerischen Tag an der Mauer, bis Pottle ihm von der Außenseite eine selbstgebastelte, mit Stricknadeln verstärkte Strickleiter über die sieben Meter hohe Außenmauer warf. Nachdem Blake auf die Mauer geklettert war, sprang er von dort herab, wobei er sich am Gesicht verletzte und das Handgelenk brach. Pottle fuhr den zeitweilig fast bewusstlosen Blake mit einem Auto zu einem Versteck, von wo er ihn zu einem Arzt brachte, der ihn versorgte.
Randle transportierte Blake dann mit seiner Familie in einem Campingbus versteckt nachts mit der Fähre nach Belgien und weiter bis an die innerdeutsche Grenze, wo er sich allein in die DDR absetzte. Angeblich befand sich sein früherer sowjetischer Führungsoffizier rein zufällig ausgerechnet zu diesem Zeitpunkt dort. Blake gelangte in die Sowjetunion, ließ sich von seiner Frau, mit der er drei Kinder hatte, scheiden und begann ein neues Leben.

## Leben in der Sowjetunion und in Russland
Blake lebte zuletzt in Moskau im Rang eines Obersts a. D. des KGB von einer Rente als ehemaliger Mitarbeiter des Instituts für Weltwirtschaft und internationale Beziehungen und blieb ein bekennender Kommunist. Da weiterhin ein Haftbefehl in Großbritannien gegen ihn bestand, wäre er bei einer Rückkehr in das Vereinigte Königreich verhaftet worden und hätte seine Reststrafe absitzen müssen.
1990 publizierte Blake eine Autobiographie mit dem Titel No Other Choice (Keine andere Wahl). Er bestritt in seiner Biografie, ein Verräter zu sein, und bestand darauf, sich niemals als Brite gefühlt zu haben: „Um zu betrügen, muss man sich erst einmal dazugehörig fühlen. Ich habe mich niemals dazugehörig gefühlt.“ Sein britischer Verleger hatte ihm bereits 60.000 Pfund Sterling bezahlt, bevor ihn die britische Regierung daran hinderte, von weiterem Verkauf zu profitieren.
2006 erschien sein Buch Transparent Walls, für das Sergei Nikolajewitsch Lebedew, seinerzeit Leiter des Auslandsnachrichtendienstes SWR, das Vorwort schrieb. 2007 bekam Blake zu seinem 85. Geburtstag vom russischen Präsidenten Wladimir Wladimirowitsch Putin den Orden der Freundschaft.
Das ZDF strahlte im Jahr 1969 die Dokumentation Doppelagent George Blake mit Gerd Vespermann in der Hauptrolle als George Blake aus.

## Publikationen
- No other choice. An autobiography. Simon & Schuster, New York 1990, ISBN 0-671-74155-1.
- Keine andere Wahl. Die Autobiographie des wichtigsten Doppelagenten aus der Ära des kalten Krieges. Aus dem Englischen von Jürgen Schebera, Edition q, Berlin 1995, ISBN 978-3-86124-284-0.